# Groix
Groix, Enez Groe en bretón, es una isla, una localidad y una comuna francesa situada en la región de Bretaña, en el departamento de Morbihan y el cantón de Groix. 
Sus habitantes reciben el gentilicio en francés de Groisillon(ne)s.

## Geografía
Se encuentra situada en la costa sur de Bretaña, en el Océano Atlántico, enfrente de Lorient. Forma junto a otras 14 islas o archipiélagos del litoral atlántico la asociación de las Îles du Ponant.

## Clima[3]
| Parámetros climáticos promedio de Ile de Groix (France) | Parámetros climáticos promedio de Ile de Groix (France) | Parámetros climáticos promedio de Ile de Groix (France) | Parámetros climáticos promedio de Ile de Groix (France) | Parámetros climáticos promedio de Ile de Groix (France) | Parámetros climáticos promedio de Ile de Groix (France) | Parámetros climáticos promedio de Ile de Groix (France) | Parámetros climáticos promedio de Ile de Groix (France) | Parámetros climáticos promedio de Ile de Groix (France) | Parámetros climáticos promedio de Ile de Groix (France) | Parámetros climáticos promedio de Ile de Groix (France) | Parámetros climáticos promedio de Ile de Groix (France) | Parámetros climáticos promedio de Ile de Groix (France) | Parámetros climáticos promedio de Ile de Groix (France) |
| Mes                                                     | Ene.                                                    | Feb.                                                    | Mar.                                                    | Abr.                                                    | May.                                                    | Jun.                                                    | Jul.                                                    | Ago.                                                    | Sep.                                                    | Oct.                                                    | Nov.                                                    | Dic.                                                    | Anual                                                   |
| ------------------------------------------------------- | ------------------------------------------------------- | ------------------------------------------------------- | ------------------------------------------------------- | ------------------------------------------------------- | ------------------------------------------------------- | ------------------------------------------------------- | ------------------------------------------------------- | ------------------------------------------------------- | ------------------------------------------------------- | ------------------------------------------------------- | ------------------------------------------------------- | ------------------------------------------------------- | ------------------------------------------------------- |
| Temp. máx. abs. (°C)                                    | 15.4                                                    | 16.6                                                    | 22.8                                                    | 25.8                                                    | 29.7                                                    | 35.6                                                    | 35.3                                                    | 35.2                                                    | 30.4                                                    | 26.5                                                    | 19.5                                                    | 16                                                      | 35.6                                                    |
| Temp. máx. media (°C)                                   | 9.2                                                     | 9.5                                                     | 11.1                                                    | 13                                                      | 16.1                                                    | 18.5                                                    | 20.8                                                    | 21.2                                                    | 19.3                                                    | 15.9                                                    | 12.4                                                    | 10.3                                                    | 14.8                                                    |
| Temp. media (°C)                                        | 7.3                                                     | 7.4                                                     | 8.8                                                     | 10.2                                                    | 13.2                                                    | 15.6                                                    | 17.8                                                    | 18.2                                                    | 16.5                                                    | 13.6                                                    | 10.4                                                    | 8.5                                                     | 12.3                                                    |
| Temp. mín. media (°C)                                   | 5.4                                                     | 5.3                                                     | 6.5                                                     | 7.5                                                     | 10.4                                                    | 12.7                                                    | 14.8                                                    | 15.1                                                    | 13.6                                                    | 11.3                                                    | 8.4                                                     | 6.6                                                     | 9.8                                                     |
| Temp. mín. abs. (°C)                                    | -9.4                                                    | -8                                                      | -5                                                      | -1                                                      | 3.6                                                     | 5.8                                                     | 7.8                                                     | 8.4                                                     | 7.6                                                     | 2.2                                                     | -1.4                                                    | -6                                                      | -9.4                                                    |
| Precipitación total (mm)                                | 88.2                                                    | 72.5                                                    | 66.4                                                    | 45.4                                                    | 58.7                                                    | 39.1                                                    | 36.8                                                    | 33.5                                                    | 53.5                                                    | 70.7                                                    | 77.0                                                    | 90.4                                                    | 732.2                                                   |
| Fuente: Météo climat stats «Clima de Ile de Groix».     |                                                         |                                                         |                                                         |                                                         |                                                         |                                                         |                                                         |                                                         |                                                         |                                                         |                                                         |                                                         |                                                         |

## Demografía
| 2 290 | 2 231 | 2 347 | 2 542 | 3 153 | 3 034 | 3 145 | 3 354 | 3 390 | 3 795 | 4 043 | 4 384 | 4 462 | 4 660 | 4 892 | 4 935 | 5 222 | 5 341 | 5 509 | 5 825 | 5 334 | 5 117 | 4 716 | 4 506 | 4 344 | 4 051 | 3 525 | 3 161 | 2 727 | 2 605 | 2 472 | 2 275 | 2 291 | 2 318 |
| Para los censos de 1962 a 1999 la población legal corresponde a la población sin duplicidades (Fuente: INSEE [Consultar]) |       |       |       |       |       |       |       |       |       |       |       |       |       |       |       |       |       |       |       |       |       |       |       |       |       |       |       |       |       |       |       |       |       |